# Oudon
Oudon là một xã thuộc tỉnh Loire-Atlantique, trong vùng Pays de la Loire ở phía tây nước Pháp. Xã này nằm ở khu vực có độ cao từ 2-74 mét trên mực nước biển. Theo điều tra dân số năm 2006 của INSEE, xã có dân số 3062 người.

## Kết nghĩa
- Batheaston, Đảo Anh